# Andrea Langi
Andrea Jenny Langi (1975) è un'attrice statunitense.
Suo padre è originario del Caucaso e sua madre della Polinesia.
Ha debuttato come attrice nel 2001 ed è nota per aver interpretato Janet in Olé.

## Filmografia parziale
- Sex and the City – serie TV, episodio 5x08 (2002)
- Olé, regia di Carlo Vanzina (2006)